# Delage Type DS
Der Delage Type DS sowie die Langversion Delage Type DS L waren Pkw-Modelle der französischen Marke Delage.

## Beschreibung
Beide Varianten erhielten am 24. September 1930 ihre Zulassung durch die nationale Zulassungsbehörde. Delage bot sie von 1930 bis 1932 an. Vorgänger war der Delage Type DR. Nachfolger wurden der Delage Type D.6.65 und der Delage Type D.6.80.
Ein Sechszylindermotor vom Typ M 10 trieb die Fahrzeuge an. Er hatte 70 mm Bohrung und 109 mm Hub. Das ergab 2517 cm³ Hubraum, 14 Cheval fiscal und 60 PS.
Das Fahrgestell hatte 1420 mm Spurweite. Der Radstand betrug 3114 mm bei der normalen Ausführung und 3249 mm bei der Langversion. Das entsprach dem Delage Type D.6.
Bekannte Aufbauten sind viertürige Limousine und Cabriolet.

## Stückzahlen und überlebende Fahrzeuge
Peter Jacobs vom Delage Register of Great Britain erstellte im Oktober 2006 eine Übersicht über Produktionszahlen und die Anzahl von Fahrzeugen, die noch existieren. Seine Angaben zu den Bauzeiten weichen in einigen Fällen von den Angaben der Buchautoren ab. Für dieses Modell bestätigt er die Bauzeit von 1931 bis 1933. Von 1070 hergestellten Fahrzeugen existieren noch 26.